# Pichi
Pichi (tên khoa học Zaedyus pichiy) hay Tatu lùn là một loài thú có mai nhỏ và thành viên duy nhất của chi Zaedyus, họ Dasypodidae, bộ Cingulata. Loài này được Desmarest mô tả năm 1804.. Phạm vi phân bố của Pichi là từ trung tâm và miền nam Argentina (Patagonia), phía tây đến vùng đồng cỏ Andes của Chile và phía nam tới eo biển Magellan.
Cơ thể của nó có chiều dài khoảng 1 foot (0,30 m) (260–335 mm) với một cái đuôi từ 4-6 inch (100–140 mm). Nó có một cái đầu màu nâu và mai, tấm lưng dày, móng vuốt phát triển tốt. Khi bị đe dọa, pichi trốn vào hang nông của nó gây khó khăn cho kẻ tấn công để kéo nó ra bởi vì vảy của nó lởm chởm và/hoặc cuộn lên thành một quả bóng.

## Phân loài
- Zaedyus pichiy caurinus Thomas, 1928
- Zaedyus pichiy pichiy Desmarest, 1804